# Katharine Burdekin
Katharine Burdekin (23 de juliol de 1896 - 10 d'agost de 1963) (nascuda Katharine Penelope Cade) fou una escriptora britànica autora de ficció especulativa relacionada amb qüestions socials i espirituals. Era la germana petita de Rowena Cade, creadora del Minack Theatre de Cornualla. Algunes de les seves novel·les es podrien classificar com a ficció feminista distòpica. També va escriure sota el nom de Kay Burdekin i sota el pseudònim de Murray Constantine. Daphne Patai va revelar la veritable identitat de «Murray Constantine» mentre investigava sobre la ficció utòpica i distòpica a mitjan anys vuitanta.

## Primers anys
Katharine Burdekin va néixer a Spondon, Derbyshire el 1896, la més jove dels quatre fills de Charles Cade. La seva família havia viscut a Derby durant molts anys i entre els seus avantpassats hi ha Joseph Wright de Derby.
Va ser educada per una institutriu a casa seva, The Homestead, i més tard al Cheltenham Ladies' College. Volia estudiar a Oxford com els seus germans, però els seus pares no ho van permetre. Es va casar amb el rem olímpic i advocat Beaufort Burdekin el 1915. Van tenir dues filles, Katharine Jayne (n. 1917) i Helen Eugenie (n. 1920).
La seva família es va traslladar a Austràlia, on Katharine va començar a escriure. La seva primera novel·la, Anna Colquhoun, es va publicar el 1922. El seu matrimoni va acabar el mateix any i es va traslladar a Minack Head per unir-se a la seva germana. El 1926 va conèixer i va formar una relació de per vida amb Isobel Allan-Burns.

## Carrera d'escriptora
Burdekin va escriure diverses novel·les durant la dècada de 1920, però més tard va considerar The Rebel Passion (1929) com la seva primera obra de maduresa. The Burning Ring (1927) i The Rebel Passion són dues fantasies de viatges en el temps.
A la dècada de 1930 va escriure tretze novel·les, sis de les quals es van publicar. Burdekin va començar a utilitzar el pseudònim Murray Constantine el 1934. Suposadament, va adoptar el pseudònim per protegir la seva família del risc de repercussions i atacs per la naturalesa política de les seves novel·les i les fortes crítiques al feixisme. La veritable identitat de Murray Constantine fou desconeguda fins molt després de la mort de Burdekin. A Proud Man (1934), Burdekin utilitza l'arribada d'un visitant hermafrodita del futur per criticar els rols de gènere dels anys trenta. Publicada el mateix any, The Devil, Poor Devil! és una fantasia satírica sobre com el poder del diable es veu soscavat pel racionalisme modern.
Burdekin va publicar la seva novel·la més coneguda, La nit de l'esvàstica (1937), com a Murray Constantine. Reflectint l'anàlisi de Burdekin de l'element masculí de la ideologia feixista, La nit de l'esvàstica representa un món dividit entre dues potències militaristes: els nazis i el Japó. Burdekin va anticipar l'Holocaust i va entendre els perills que representava un Japó militaritzat mentre la majoria de la gent de la seva societat encara donava suport a una política d'apaivagament. Pacifista compromesa amb els ideals comunistes, Burdekin va abandonar el pacifisme el 1938 per la convicció que s'havia de combatre el feixisme. Burdekin va tenir un període de depressió el 1938. La seva amiga Margaret L. Goldsmith va intentar ajudar-la donant-li material de recerca sobre Maria Antonieta. El resultat va ser una novel·la històrica, Venus in Scorpio, escrita amb Goldsmith.
Va escriure sis novel·les més després de la Segona Guerra Mundial, cap de les quals va ser publicada en vida. Aquestes novel·les reflecteixen els seus compromisos feministes cada cop més espirituals. El seu manuscrit inèdit, The End of This Day's Business, va ser publicat per The Feminist Press a Nova York el 1989; és una contrapartida de La nit de l'esvàstica i preveu un futur llunyà en què les dones governen i els homes es veuen privats de tot poder. Aquesta visió també va ser sotmesa a la crítica de Burdekin; va tenir poca paciència amb el que ella anomenava «inversions del privilegi» i aspirava a un futur en què finalment la dominació seria superada. Va escriure diversos llibres infantils, entre ells The Children's Country (titulat St John's Eve abans de ser publicat a Amèrica) sobre un nen i una noia que entren en un món màgic on els nens són més poderosos que els adults.
Burdekin va morir el 1963. Amb l'interès creixent per la ficció utòpica femenina en les últimes dècades, la seva obra ha estat objecte d'una considerable atenció acadèmica. La majoria de les primeres dades sobre ella provenen de la investigació de Daphne Patai.